# Hélène Hillion-Guillemin
Hélène Hillion-Guillemin (née le 2 janvier 1969 à Pontivy) est une joueuse de football internationale française.

## Carrière
Hélène débute lors de la saison 1987-1988 avec la VGA et remporte le championnat de France. Il ne lui faut qu'une saison pour se faire remarquer, le 22 juillet 1988 elle entre à la place de Sylvie Baracat dans un match amical contre l'Angleterre.
Après avoir remporté son deuxième championnat de France en 1989-90, Hillion-Guillemin s'engage avec Juvisy où elle remporte quatre nouvelles fois le championnat français. Elle met un terme à sa carrière en 1997 après un dernier titre de champion et un dernier match en équipe de France lors de l'Euro féminin 1997 le 5 juillet 1997, une défaite contre la Suède 3-0.

## Palmarès
- Championnat de France de football féminin : 1987-1988 ; 1989-1990 ; 1991-1992 ; 1993-1994 ; 1995-1996 ; 1996-1997 (6 fois)